# Величко, Иван Леонтьевич
Ива́н Лео́нтьевич Вели́чко (1920—1985) — советский военный деятель, генерал-лейтенант.

## Биография
Родился в 1920 году в селе Колыбелка. Член КПСС.
С 1939 года — на военной службе, общественной и политической работе. В 1939—1976 гг. — участник Великой Отечественной войны, заместитель начальника штаба по оперативной работе 15-й танковой бригады, начальник штаба 11-й отдельного гвардейского тяжелого танкового корпуса, на командных должностях в танковых подразделениях Советской Армии, командующий 20-й гвардейской общевойсковой армией. 
Будучи командующим этой армией, стал одним из главных участников вторжения в Чехословакию в 1968 году.
Умер в 1985 году.